# Vaakevandring
Vaakevandring - норвежская метал-группа, играющая в стиле христианский блэк-метал. Образована в 1996. Название переводится как "встань и иди пробуждать других". Лирика группы проповедует христианство. Звучание имеет общие черты с Epic-Black-Metal, с клавишными пассажами и мягкими мелодиями. Формально исполняя блэк-метал, сами музыканты утверждают, что его разновидностей столько же, "сколько народов на планете". Несмотря на принадлежность команды христианскому блэк-металу, далеко не все тексты песен имеют отношение к религии (за исключением композиции Fader Vaar, молитвы "Отче Наш" на норвежском языке).

## История
Участники группы - Александр и Тронд - ранее играли в различных поп-группах. Позже, с Мортеном, в 1996 году основали собственную поп-группу под названием "Lothlorien". Кардинально изменив стиль звучания в сторону экстремального метала, музыканты переименовались в «Inertia».
В определенный момент среди участников возникли разногласия из-за религиозных и творческих убеждений. Один из гитаристов хотел, чтобы тексты песен были мрачнее, в связи с чем он покинул коллектив. Группа была переименована в «Signum Crusis». Позднее, название снова было изменено на «Korsferd». Далее была совершена своеобразная рокировка: бас-гитарист занял место у микрофонной стойки, а вокалист стал на бас. В таком составе коллектив играет по сей день под новым названием - «Vaakevandring».

## Состав
- Мортен Сигмунд Магерой - (клавишные, гитара, чистый вокал)
- Ронни Хансен - (вокал)
- Александер Нигор - (гитара)
- Тронд Бьорнстад - (бас-гитара)
- Пер Дален - (ударные)
- Сольвейг Мария Магерой - (женский вокал/временно)
- Вемод - (гитара/временно)

## Дискография
- Vaakevandring (демо) — 1999
- Vaakevandring [EP] — 2004